# Georges-Claude Ngangue
Georges-Claude Ngangue (* 7. Oktober 1958) ist ein ehemaliger kamerunischer Boxer.
Bei den Olympischen Spielen 1984 in Los Angeles belegte Ngangue den 17. Platz. In der zweiten Runde verlor er gegen den späteren Bronzemedaillengewinner Joni Nyman aus Finnland.